# Cerna (Tulcea)
Pour les articles homonymes, voir Cerna.
Cerna est une commune roumaine située dans le județ de Tulcea.